# Lemoa
Lemoa – gmina w Hiszpanii, w prowincji Biskaja, w Kraju Basków, o powierzchni 15,85 km². W 2011 roku gmina liczyła 3451 mieszkańców.